# Synaphosus khashm
Espèce
Synaphosus khashm est une espèce d'araignées aranéomorphes de la famille des Gnaphosidae.

## Distribution
Cette espèce est endémique de la province de Riyad en Arabie saoudite,.

## Description
La femelle holotype mesure 4,44 mm.

## Étymologie
Son nom d'espèce lui a été donné en référence au lieu de sa découverte, Khashm Khafs.

## Publication originale
- Ovtsharenko, Levy & Platnick, 1994 : A review of the ground spider genus Synaphosus (Araneae, Gnaphosidae). American Museum novitates, no 3095, p. 1-27 (texte intégral).